# Tous à la une
Tous à la une est une émission de télévision française présentée par Patrick Sabatier diffusée sur TF1 du 7 septembre 1990 au 19 juin 1992.